# 1991 في كازاخستان
فيما يلي قوائم الأحداث التي وقعت خلال عام 1991 في كازاخستان.

## سياسة

### تعيين في المنصب
- 16 ديسمبر – نور سلطان نزارباييف رئيس كازاخستان.

## مواليد

### مارس
- 13 مارس – دانيار يوليوسينوف ملاكم كازاخستاني.

### مايو
- 21 مايو – أليكساي شوشتكين لاعب كرة قدم كازاخستاني.

### يوليو
- 13 مارس – دانيار يوليوسينوف ملاكم كازاخستاني.
- 17 يوليو – سيرغي خيزنيتشينكو لاعب كرة قدم كازاخي.
- 27 يوليو – إيفان ستريبكوف لاعب كرة سلة روسي.

## وفيات

### مارس
- 2 مارس – ليونيد ماركوف (مواليد 1927) ممثل كازاخستاني.